# Sportcentrum De Koploper
Sportcentrum De Koploper opende op dinsdag 1 augustus 2000 haar deuren in Lelystad. Het centrum wordt beheerd en geëxploiteerd door Sportbedrijf Lelystad. In eerste instantie kon er gezwommen en geklommen worden en was er een sporthal, maar tegenwoordig zit er ook een sportschool bij. 

## Zwembad De Koploper
Zwembad De Koploper is het derde zwembad in de nog korte geschiedenis van Lelystad en staat op de plek waar het vroegere openluchtzwembad De Houtrib stond. Dat bad sloot in 1995 en inwoners konden daarna zwemmen in de Agora waar zwembad de Schoener zich vestigde. De renovatiekosten van dat zwembad en Sportcentrum Lelystad, eveneens gevestigd in de Agora bleken in 1999 te hoog. Vandaar dat er werd gekozen voor nieuwbouw. 

## Eerst nog met buitenbaden
Het zwembad in Sportcentrum De Koploper had aan het begin een wedstrijdbad, een doelgroepenbad, een recreatiebad met daarin een bubbelbad, een lange glijbaan en een stroomversnelling, een ligweide en twee buitenbaden, een restaurant met ‘natte’ bar en zonnebanken. Later kwamen daar nog het piratenbad en het instructiebad bij. De twee buitenbaden verdwenen. Naast zwemles kunnen inwoners in het zwembad terecht voor een keur aan activiteiten, zoals aquasporten, Ouder & Kind zwemmen, banenzwemmen, recreatief zwemmen en zwangerschapszwemmen. In augustus 2017 werd het zwembad verkozen tot leukste zwembad van Nederland. 

## Squash, fysiotherapie en judo
Eind 2001 konden bezoekers van Sportcentrum De Koploper ook tennissen en squashen. Dat laatste kan nu (2021) nog altijd. De tennishal heeft in 2008 plaatsgemaakt voor een vestiging van KernGezond, dat zowel een fysiotherapie- als een sportschool op deze plek is begonnen. Daarnaast is er inmiddels ook een Dojo in sportcentrum De Koploper waar judovereniging JVIJ zich gehuisvest heeft. Verder is er ook een yoga studio (Studio Go4Pilates). Aanstaande ouders kunnen in sportcentrum De Koploper terecht voor het laten maken van medisch noodzakelijke echo’s. 

## Sporthal de Koploper
In de sporthal van Sportcentrum De Koploper spelen de Lelystadse sportclubs Flevo Musketiers (basketbal), Exakwa (korfbal) en Dynamo Lelystad (zaalvoetbal) hun thuiswedstrijden. 

## Restaurant
In Sportcentrum De Koploper zit ook een restaurant. De eerste naam was vernoemd naar de naam van het centrum. In 2015 veranderde de naam naar restaurant De Inloper. Omdat sport en bewegen een centrale rol speelt in het gehele centrum, kan de bezoeker naast fastfood, ook kiezen voor een gezonde maaltijd. 